# Lympne Castle

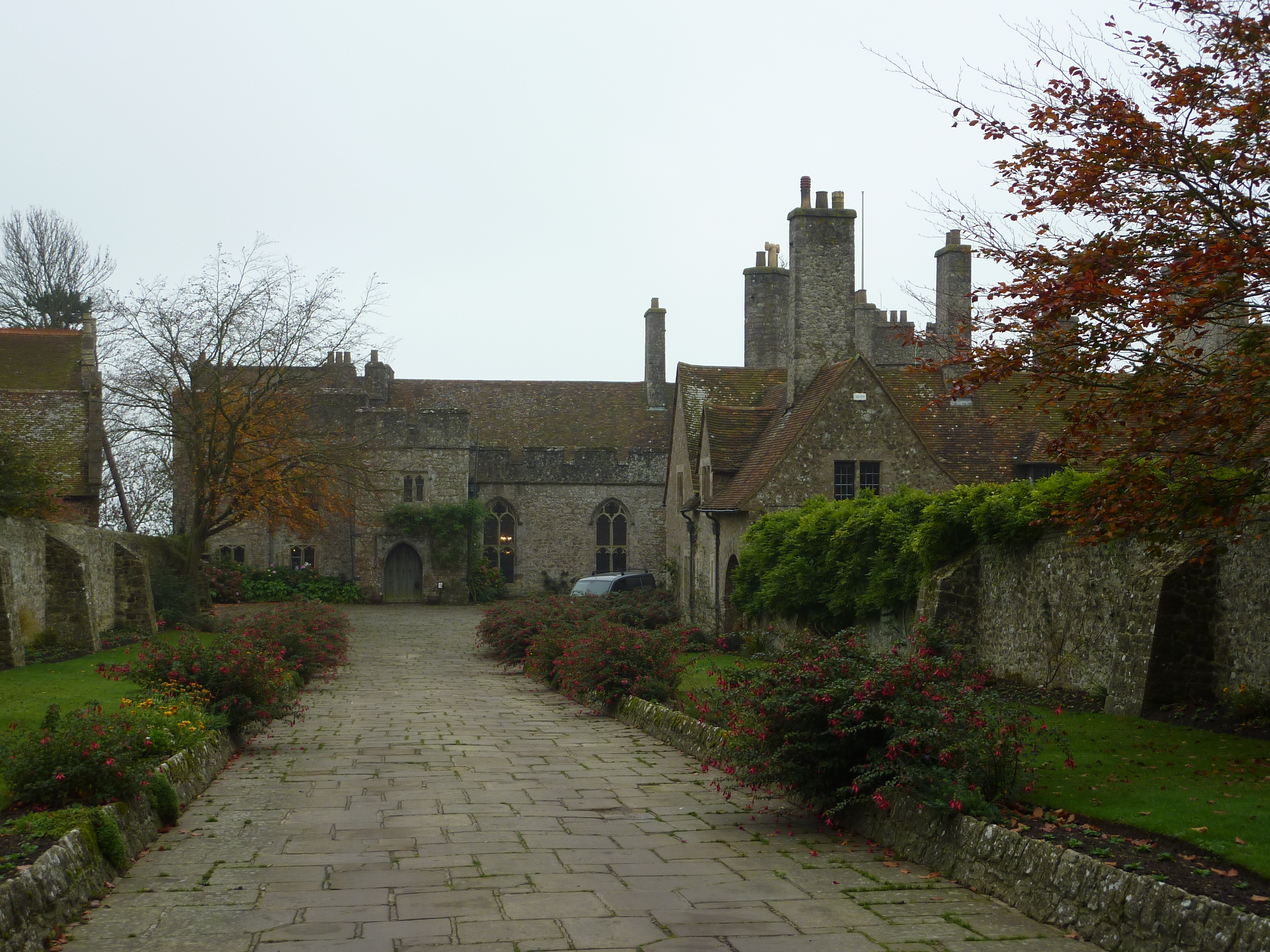
Lympne Castle 2011.

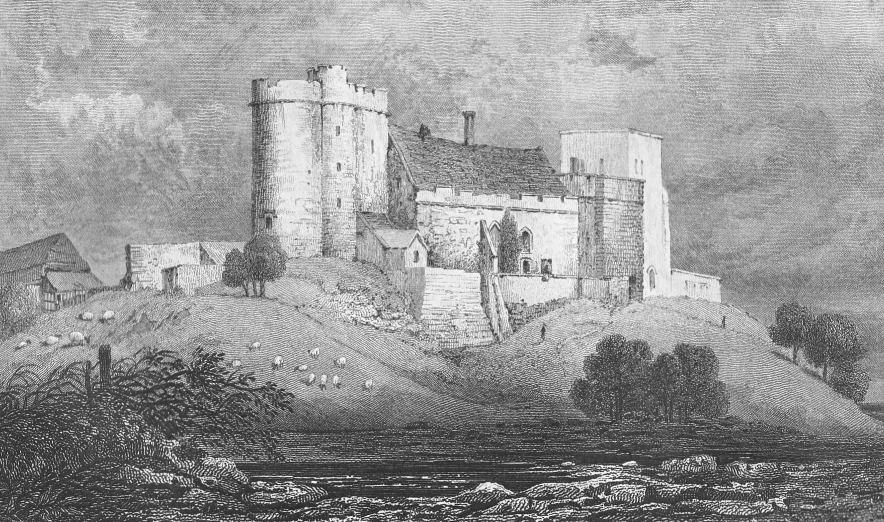
Gravierung von Lympne Castle, etwa 1830. Danach wurden noch umfangreiche Renovierungen und Anbauten ausgeführt.

Lympne Castle ist eine mittelalterliche Burg in der Nähe des Dorfes Lympne auf einem Felskopf über der Romney Marsh in der englischen Grafschaft Kent. English Heritage hat sie als historisches Gebäude I. Grades gelistet.

## Geschichte
Der Standort der Burg im Südosten Englands war schon in römischer Zeit strategisch wichtig. Anstelle des römischen Sachsenküstenkastells Portus Lemanis wurde im 12. Jahrhundert, nach anderen Quellen erst im 13. Jahrhundert, von Lanfranc eine neue Befestigung im Lympne errichtet. Die Überreste der ursprünglichen Burg (Stutfall Castle), deren Steine zum Bau einer Abtei und einer Kirche und der neuen Burg genutzt wurden, kann man noch etwas unterhalb der heute bestehenden Burg sehen. Der größte Teil dieser Burg stammt aus den 1360er-Jahren. Lange Zeit war sie Sitz des Erzdekans von Canterbury. In der Tudorzeit wurde sie als Landgut genutzt, 1860 vom Erzdekanat verkauft und danach dem Verfall preisgegeben. Im Jahre 1905 erwarb Sir Richard Lorimer die Ruine und ließ sie restaurieren. In der Folge verfiel sie aber erneut.
Während des Zweiten Weltkrieges diente die Burg, von der aus man bei gutem Wetter bis zur französischen Küste sehen kann, als militärischer Beobachtungsposten.
Heute befindet sich die Burganlage im Besitz der Familie von Harry und Deirdre Margary, die sie renovieren ließ. Ihre Räumlichkeiten werden jetzt vorwiegend für Seminare und Hochzeitsfeiern genutzt und ist von Mai bis September auch für die Öffentlichkeit zugänglich. Das Anwesen wird von Rod Aspinall verwaltet. Lympne Castle soll auch regelmäßig von Geistern heimgesucht werden und wurde daher über die Jahre auch öfters von Geisterbeschwörern und Geisterjägern aufgesucht.

## Konstruktion
Das auf einem Felsfundament stehende Lympne Castle ist ein zweistöckiges Gebäude und besitzt an jedem Ende ein Paradeschlafzimmer und dazwischen einen Rittersaal. Das gewölbte Schlafzimmer (englisch Vaulted Chamber) liegt im quadratischen Turm (Square Tower), in der Crown Post Chamber schlief vermutlich der Erzdekan.
Ein Teil der Burgmauer vor dem Rittersaal wurde mit einer besonders hohen Brüstung gebaut, um die Fenster des Rittersaals vor Angriffen zu schützen. Der Rittersaal selbst ist teilweise holzvertäfelt und hat hölzerne Dachbalken, gotische Spitzbogenfenster und -türen. In der Tudorzeit wurde der zentrale Herd durch einen offenen Kamin ersetzt.

## Kultur
Im September 1978 schrieb die Band Wings dort an Musikstücken und nahm einige Sessions für ihr Album Back to the Egg von 1979 auf der Burg auf.